# Kronoby å
Kronoby å (finska: Kruunupyynjoki) är ett vattendrag i Finland.   Det ligger i landskapet Österbotten, i den centrala delen av landet, 400 km norr om huvudstaden Helsingfors.